# بیلی گراهام
ویلیام فرانکلین گراهام (به انگلیسی: William Franklin "Billy" Graham, Jr.) (زاده ۷ نوامبر ۱۹۱۸ – درگذشته ۲۱ فوریه ۲۰۱۸) کشیش کلیسای انجیلی (Evangelican) که پس از مواعظ متعددی که از سال ۱۹۴۹ در رادیو و تلویزیون و به کمک و حمایت اصحاب رسانه ایراد نمود، شهرت و توجه عمومی را به خود جلب نمود. وی مشاور روحانی چند رئیس‌جمهور آمریکا بوده و به‌ویژه با دوایت آیزنهاور و ریچارد نیکسون روابط بسیار نزدیک داشت. در ۱۹۵۷ همراه مارتین لوتر کینگ، موعظه مشترکی را در نیویورک اجرا کردند.
گراهام از امکانات وسیع وسائل ارتباط جمعی بهره می‌گیرد و بیش از ۳ میلیون از طرفداران او به دعوت او برای مبارزه برای مسیحیت و پذیرش عیسی مسیح به عنوان منجی عالم، جواب مثبت دادند. در سال ۲۰۰۸ تعداد مخاطبان موعظه‌های رادیو و تلویزیونی و خیابانی او را که در طول عمرش ارائه داد، بیش از ۲ میلیارد نفر تخمین زده‌اند.
گراهام بارها در فهرست مؤسسه گالوپ از تحسین برانگیزترین مردان و زنان بوده‌است. از سال ۱۹۵۵ نام او ۵۵ در این لیست تکرار شده‌است.

## سوابق کاری
- ۱۹۳۷ تحصیل در مؤسسه انجیلی فلوریدا
- ۱۹۴۳ فارغ‌التحصیل از کالج ویتون ایلی‌نوی در رشته مردم‌شناسی
- ۱۹۴۴ کشیش دهکده وسترن‌اسپرینگ ایلی‌نوی
- ۱۹۴۵ رئیس مدرسه انجیلی نورث‌وسترن در مینه‌سوتا
- ۱۹۴۷ برگزاری مواعظ تبشیری و دعوت به احیای دین

از ۱۹۴۷ به اینطرف وی بیش از ۴۰۰ سخنرانی مذهبی و جلسات مذهبی در ۱۸۰ کشور جهان انجام داده‌است.
در ۱۹۵۰ «مؤسسه اوانجلیستی بیلی گراهام» را در مینیاپولیس بنیاد نهاد و شعبه آن در شارلوت ایلی‌نوی در سال۱۹۹۹ افتتاح کرد.

## اِوانجلیست
گراهام از فعالین فرقه اِوانجلیست بوده و در تمام سخنرانی‌های خیابانی و میدانی و استادیوم‌ها بشارت ظهور دوباره مسیح در آرماگدون و جنگ با ضدمسیح در آخرالزمان را تبلیغ و مردم را برای آنروز دعوت می‌کند. گفته می‌شود بیش از ۷ میلیون طرفدار فقط در آمریکا دارد.

## فعالیت‌های سیاسی

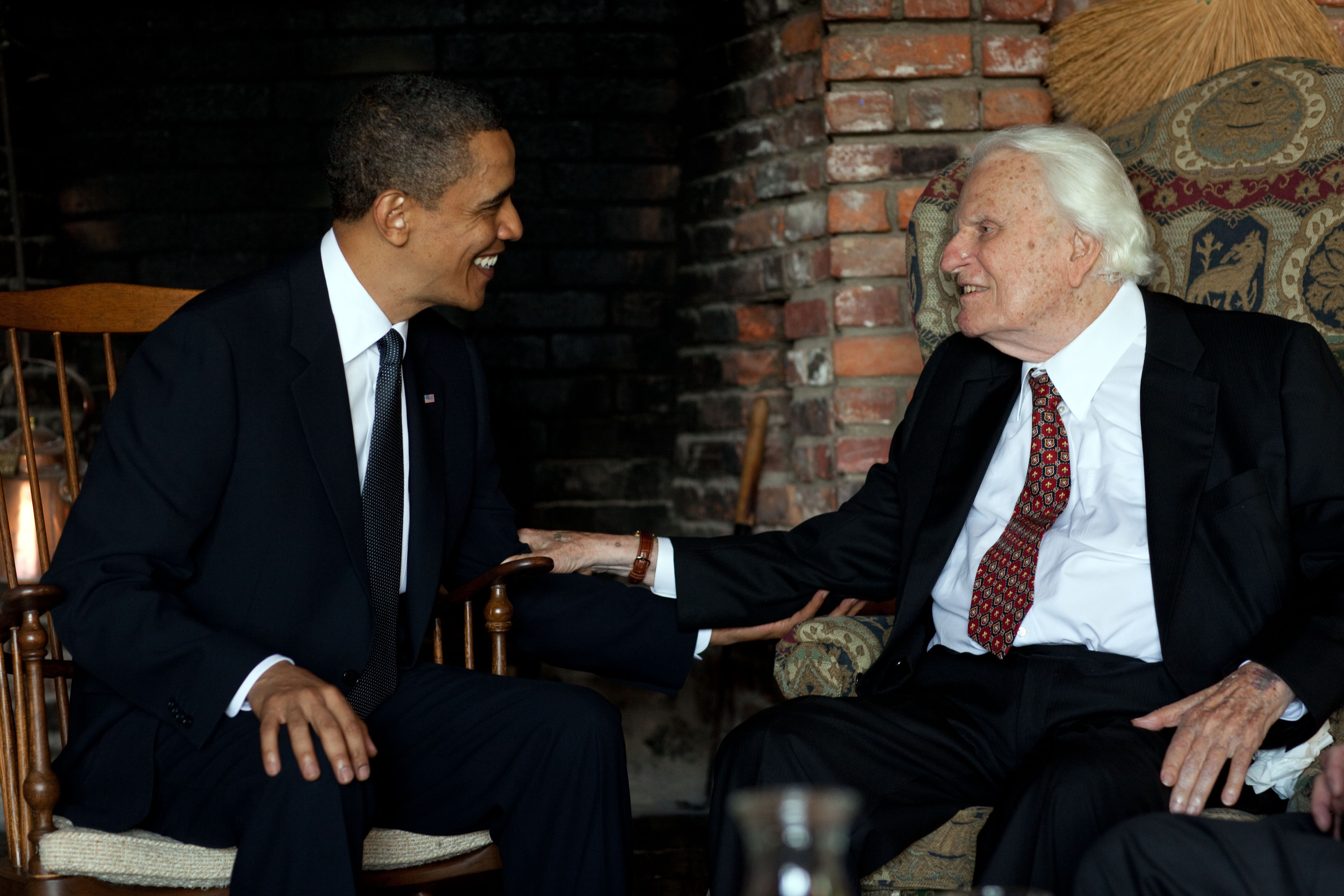
با باراک اوباما در سال ۲۰۱۰

- فعالیت در جنبش حقوق مدنی آمریکا و همکاری و سخنرانی مشترک با مارتین لوتر کینگ.
- فعالیت ضد کمونیستی و انتقاد از رژیم سابق شوروی.[۵]
- سخنرانی‌های ضد آپارتاید.[۶]
- موعظه و دعوت به قبول رستاخیز در کره شمالی، چین، انگلستان، هلند و سایر کشورها.[۷]
- عضویت در حزب دموکرات ایالات متحده آمریکا را پذیرفته بود ولی از بعضی از نامزدها یا رئیس‌جمهورهای جمهوریخواه نیز حمایت می‌کرد.
- با بسیاری از رئیس‌جمهورهای آمریکا دوست و هم صحبت بود به‌ویژه روابط صمیمی با آیزنهاور و نیکسون داشت.[۸]

## درگذشت
بیلی گراهام در ۲۱ فوریه ۲۰۱۸، در سن ۹۹ سالگی در منزلش در ایالت کارولینای شمالی درگذشت. بیلی گراهام از بیماری‌های پارکینسون و سرطان پروستات رنج می برد.

## جوایز

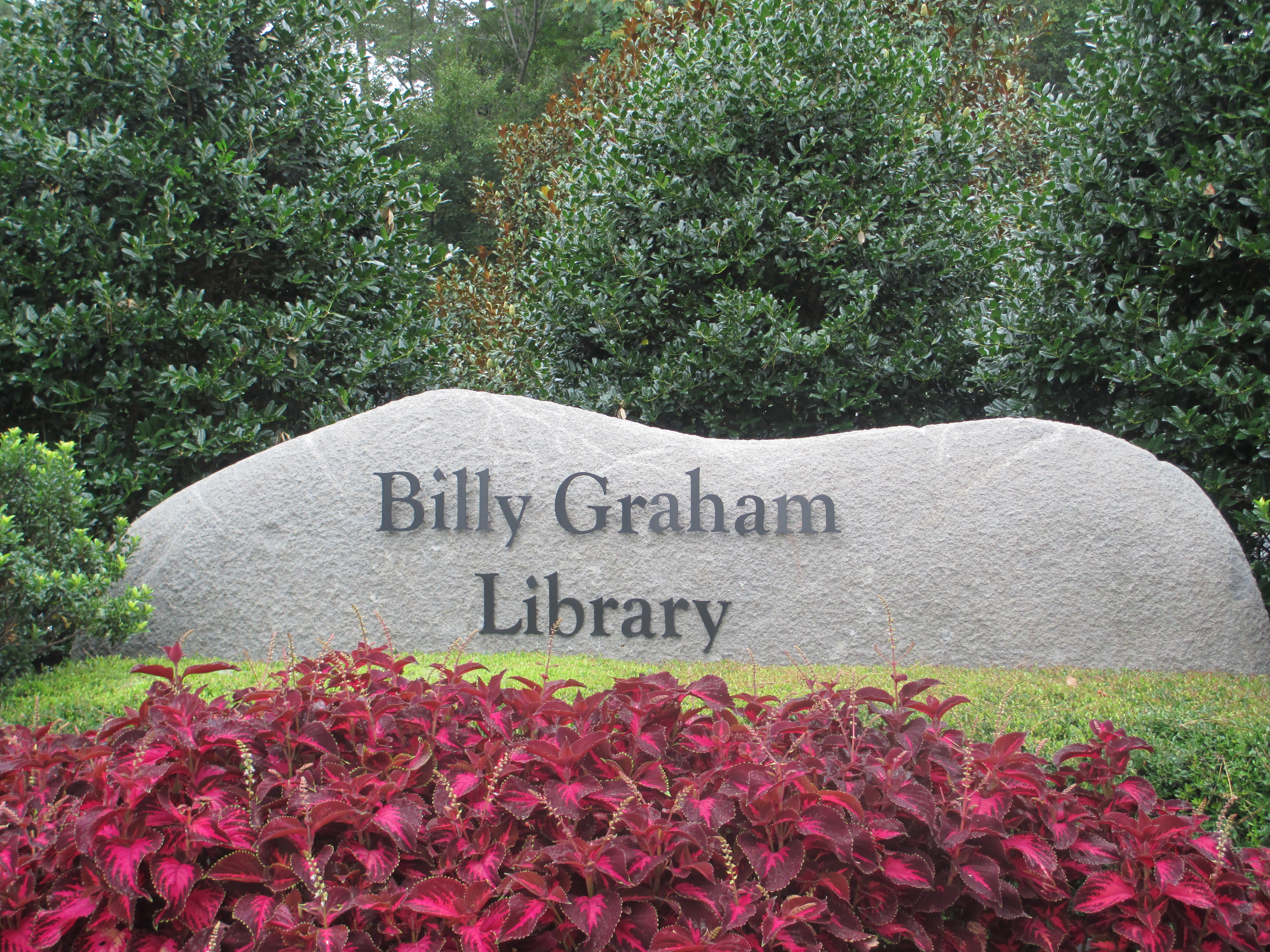
ورودی کتابخانه بیلی گراهام از بزرگراه بیلی گراهام در شارلوت

گراهام اولین پروتستانی است که مدرک افتخاری کلیسای کاتولیک را در سال ۱۹۶۷ دریافت کرد.
جوایز دیگر:
- مدال طلای مؤسسه ملی علوم اجتماعی در سال ۱۹۵۷.
- جایزه سالیانه گوتنبرگ (انجمن انجیلی شیکاگو) ۱۹۶۲
- مدال افتخار جرج واشینگتن در سال ۱۹۶۹ و ۱۹۷۴.
- جایزه جورج واشینگتن کارور بخاطر فعالیت‌های ضد نژادپرستی.
- جایزه بنیاد تمپلتون برای فعالیت‌های مذهبی.
- جایزه رونالد ریگان در سال۲۰۰۰.
- افتتاح موزه و کتابخانه بیلی گراهام در سال۲۰۰۷ توسط سه رئیس‌جمهور پیشین آمریکا.

و بسیاری جوایز دیگر

## کتاب‌ها
بیش از ۳۰ عنوان کتاب از وی به چاپ رسیده‌است و بعضی از آن‌ها با شمارگان ۲۰۰۰۰۰ و ۸۰۰۰۰۰ بوده و کتاب «فرشتگان:ماموران مخفی خدا» بیش از یک میلیون نسخه به فروش رفته‌است.